# Young Chimodzi
Young Chimodzi (ur. 1 sierpnia 1961) – malawijski piłkarz, grający na pozycji obrońcy, trener piłkarski.

## Kariera piłkarska

### Kariera klubowa
Przez całą karierę, w latach 1979-1993, występował w klubie Silver Strikers. W latach 1985 i 1993 wywalczył z nim dwa mistrzostwa Malawi.

### Kariera reprezentacyjna
W reprezentacji Malawi Chimodzi zadebiutował 25 sierpnia 1979 w wygranym 3:0 towarzyskim meczu z Lesotho, rozegranym w Maseru. W 1984 roku został powołany do kadry na Puchar Narodów Afryki 1984. Wystąpił na nim w trzech meczach grupowych: z Algierią (0:3), z Nigerią (2:2) i z Ghaną (0:1). Od 1979 do 1993 rozegrał w kadrze narodowej 159 meczów i strzelił 13 goli.

## Kariera trenerska
Od 1999 do 2000 prowadził reprezentację Malawi. W styczniu 2014 ponownie został selekcjonerem kadry Malawi.